# Kyō no Asuka Show
Kyō no Asuka Show (今日のあすかショー?) es un manga japonés creado por Taishi Mori. Una adaptación web de la serie anime con 20 episodios de 3 minutos fue lanzada en línea entre agosto de 2012 y enero de 2013.

## Personajes
- Asuka Kyōno  Seiyū: Arisa Noto
- Asuka's father  Seiyū: Keiji Fujiwara

## Anime
Fue anunciado en la edición de agosto de "mensuales! Espíritus" en 2012.
El 3 de agosto de 2012 el Teléfono inteligente podía ingresar al "mercado de video" para acceder a los servicios y la entrega de animes. El episodio 1 requiere de una cuota, a partir del segundo episodio la entrega es gratuita. Pueden entrar en la aplicación y realizar la consigna del anime en Meiuchi apps × Vídeo en relación con la entrega gratuita de la serie de anime.
El episodio 5 de la primera historia fue registrado en el Volumen 3 en DVD, el cómic de edición limitada fue liberado el 28 de septiembre de 2012. Del 20 marzo al 31 de julio de 2013 se ha transmitido por AT-X. (Parte de la "consigna" no se emite).
El 26 de marzo de 2014 la Warner Home Video dará a conocer (2 volúmenes) en formato Blu-ray.

### Personal
Original - Moritaishi
Director del diseño de personajes y director en jefe de animación - Masashi Kudo
Director de series y director de los guiones gráficos - Jimbo AkiraNoboru
Director de animación - Kinoshitayuuki, Koichi Sato, Yoshihiro Ujiie, Takashi Sakamoto
Diseño a color - OkaAkiko
Director artístico - 氣 賀 Sawa Sachiko
Director de fotografía - Hiroaki Asano
Editor - Tsubone Kentaro
Editor del formato - Kimura Katsuhiro
Director de sonido - Atsushi Watanabe
Encargado del ajuste de grabación - Uchida ChokuTsugi
Encargado de los efectos de sonido - Iwatani HiroshiKoku
Producción de Sonido - MEDIA H-P ESTUDIO
Música - Kikutani Tomoki
Producción Musical - Lantis
Animación - Silver Link
Producción - Comité de producción Asuka

## Canción principal
"Casi se declaró la niña sana" - tema de cierre
letra - Aki Hata
compositor y arreglista a cargo - Wakabayashi
canción - Asuka Kyono (Noto Yusuna)